# 24046 Мальовани
24046 Мальовани (24046 Malovany) — астероїд головного поясу, відкритий 2 жовтня 1999 року.
Тіссеранів параметр щодо Юпітера — 3,560.